# Karmenu Vella
Karmenu Vella (Zurrico, 19 giugno 1950) è un politico maltese, commissario europeo per l'ambiente, gli affari marittimi e la pesca nella Commissione Juncker dal 2014 al 2019.

## Biografia
Karmenu Vella è nato a Zurrico (in maltese Żurrieq) il 19 giugno 1950, primo di tre figli. Visse nella sua città natale per 33 anni, fino al 1983, anno in cui si trasferì a Birzebbugia con sua moglie Marianne Buhagiar. La coppia ha due figli, John e Philip, entrambi sposati, e due nipoti, Adam e Jack.

### Educazione
Dopo gli studi primari nella sua città natale e secondari nella Scuola superiore Lyceum, ha seguito i corsi pre-universitari nel Junior College dell'Università di Malta fino al 1968. Ha poi frequentato la stessa università, dove ha ottenuto un Bachelor of Arts in architettura nel 1970, laureandosi poi come architetto e ingegnere civile nel 1973. Tra il 1998 e il 2000 ha studiato presso l'Università Hallam di Sheffield, in Inghilterra, dove ha conseguito un master in turismo.

### Carriera professionale
Nel 1973 ha iniziato la sua attività di architetto e ingegnere civile e fu nominato direttore della Mid Med Bank - Malta, incarico che conservò fino al 1976. Nel 1974 è entrato nella Lybian Arab Maltese Holding Company come direttore fino al 1981; in questo stesso periodo fu anche direttore in numerose aziende controllate della compagnia come Mediterranean Aviation Co Ltd., Medelec Switchgear Co Ltd., Mediterranean Power Electric Co Ltd., Rotos Zirayia Pumps Co Ltd., and Plastic Processing Co Ltd. Dal 2001 al 2007 è stato presidente esecutivo della Corinthia Hotels International, in seguito della Corinthia's Mediterranean Construction Co Ltd. fino al 2010. Nel 2010 è entrato nel Betfair Group Ltd. come direttore ed è stato presidente del Board del SMS-Mondial Travel Group fino al 2013.
Ha fatto parte anche di due organizzazioni non-profit: nel 2007 è stato presidente fondatore del Maltese Turkish Business Council, mentre tra il 2007 e il 2013 è stato eletto membro della Vodafone Malta Foundation.

### Carriera politica
La lunga carriera politica di Vella si è svolta interamente nel Partito laburista maltese, per il quale ha ricoperto molti incarichi. Ha cominciato nel 1968 come membro del Comitato esecutivo nazionale dell'organizzazione giovanile del partito, divenendo poi membro dell'Unione internazionale della gioventù socialista (IUSY). Più di recente è stato membro dell'Esecutivo nazionale del partito e coordinatore del gruppo parlamentare laburista. Nel 2011 è stato incaricato di coordinare il programma elettorale del partito in vista delle elezioni parlamentari a Malta del 2013.
All'età di 18 anni, nel 1968, è stato eletto membro (il più giovane) del Consiglio cittadino di Zurrico, di cui ha fatto parte per due anni. Nel 1976 si è candidato per la prima volta alle elezioni parlamentari, divenendo il più giovane membro del Parlamento di Malta; da allora è stato membro del parlamento maltese per il partito laburista ininterrottamente per trentotto anni. In questo periodo Vella ha ricoperto anche incarichi di governo ed è stato ministro quattro volte: per i Lavori pubblici dal 1981 al 1984, dell'Industria dal 1984 al 1987, del Turismo dal 1996 al 1998 e di nuovo dal marzo 2013 alla sua nomina a commissario europeo. Nei periodo in cui è stato all'opposizione ha avuto gli incarichi di ministro-ombra per il turismo e di ministro-ombra per le finanze.

#### Commissario europeo
Il 10 settembre 2014 è designato come commissario europeo di Malta in seno alla commissione Juncker, in cui gli viene affidato il portafoglio per l'ambiente, gli affari marittimi e la pesca.